# Евангелисты

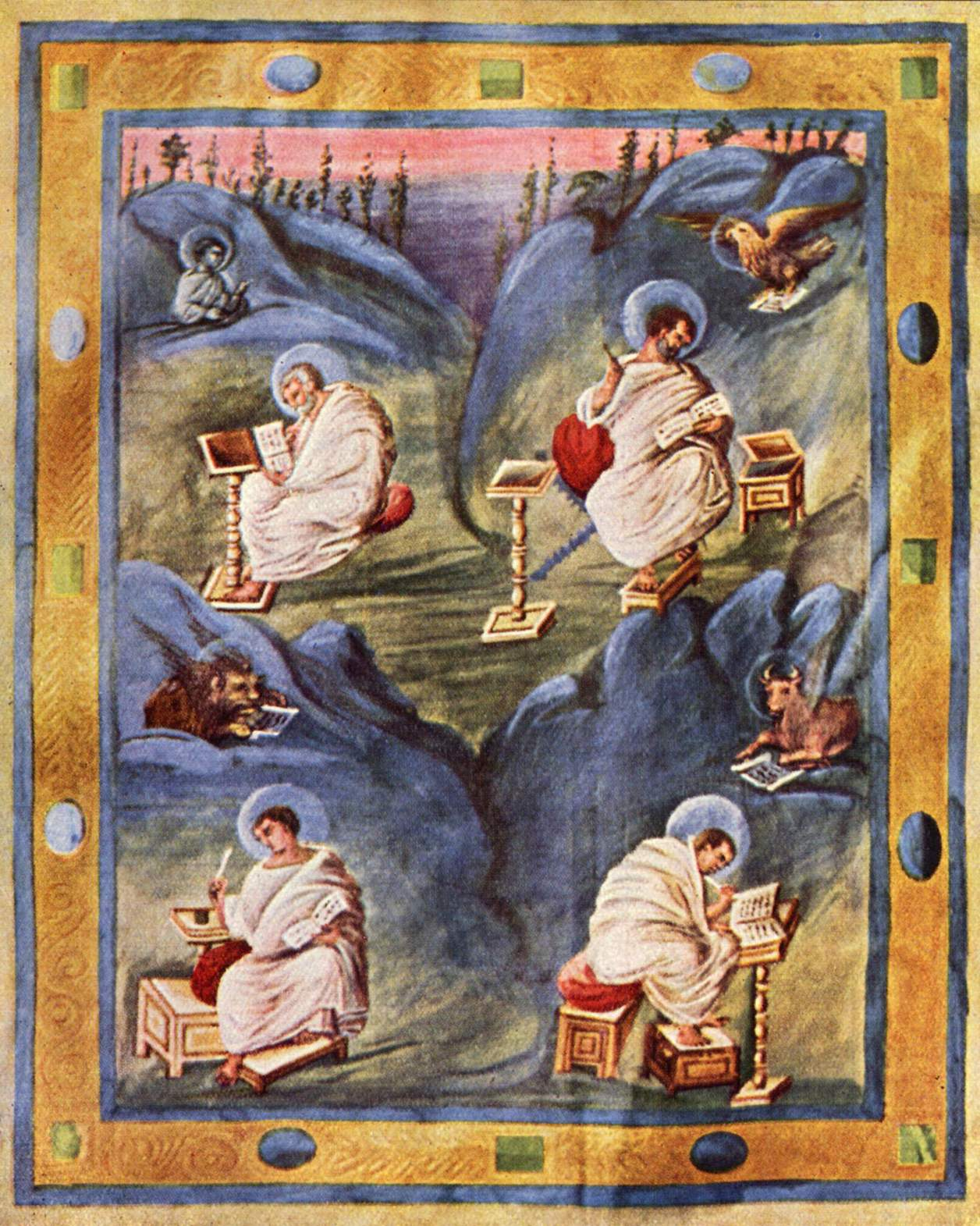
Четыре евангелиста (миниатюра Ахенского Евангелия, ок. 820 года)

Евангели́сты (греч. εὐαγγελιστής — возвещающие хорошую весть) — апостолы, авторы четырёх канонических Евангелий — Матфей, Марк, Лука и Иоанн.
Матфей и Иоанн — апостолы от двенадцати, Марк и Лука — апостолы от семидесяти.
В христианстве в  более широком смысле слова евангелисты — это люди, возвещающие Благую Весть (Евангелие), см. Библия, Послание к Ефесянам, гл. 4, ст. 11: «И Он (Бог) поставил одних Апостолами, других — пророками, иных — Евангелистами, иных — пастырями и учителями...» Так понимается этот термин и в большинстве протестантских церквей.
| Евангелист | Символ, заимствованный в тетраморфе | Евангелие           | Род деятельности |
| ---------- | ----------------------------------- | ------------------- | --- |
| Матфей     | Ангел                               | Евангелие от Матфея | Мытарь (сборщик пошлин). Апостол от двенадцати. Проповедовал в Эфиопии, где принял мученическую смерть ок. 60 года (по другим данным был казнён в малоазийском городе Иераполис).                                                                   |
| Марк       | Лев                                 | Евангелие от Марка  | Племянник апостола Варнавы, ученик апостола Петра. Апостол от семидесяти. Считается основателем Александрийской церкви и её первым епископом. Принял мученическую смерть в 68 году.                                                                 |
| Лука       | Телец                               | Евангелие от Луки   | Врач, сподвижник апостола Павла. Апостол от семидесяти. Кроме Евангелия является автором книги Апостольских деяний. Принял мученическую смерть в греческих Фивах.                                                                                   |
| Иоанн      | Орёл                                | Евангелие от Иоанна | Младший брат апостола Иакова, до призвания Иисусом был рыбаком. Апостол от двенадцати. Кроме Евангелия написал Книгу Откровения и три послания, вошедшие в Новый Завет. Единственный из апостолов, кто умер естественной смертью, а не был замучен. |

В древности название «евангелист» было шире; так назывались все проповедники Евангелия (Благой вести) или христианства. Среди протестантов такое употребление слова сохранилось, так называются миссионеры и другие лица, проповедующие христианство, заключающееся в Евангелиях. В древней христианской Церкви была особая степень или должность евангелистов специально для проповеди Евангелия среди иудеев и язычников.
У древних христианских писателей обычным символом для четырёх евангелистов была таинственная колесница, которую пророк Иезекииль видел при реке Ховаре (Иез. 1:5—26) и которая состояла из четырёх четырелицых существ, напоминающих собой человека, льва, тельца и орла. Эти крылатые существа, взятые в отдельности, стали эмблемами для евангелистов, христианское искусство, начиная с V века, изображает:
- Матфея с человеком или ангелом (считается, что в своём Евангелии Матфей по мнению многих экзегетов выдвигает особенно человеческий и мессианский характер Христа);
- Марка со львом (в своём Евангелии Марк согласно традиционному толкованию изображает Христовы всемогущество и царственность);
- Луку с тельцом (в своём Евангелии Лука говорит о Христовом первосвященстве, с которым связывалось жертвоприношение тельцов);
- Иоанна с орлом (по словам блаженного Августина, Иоанн «как орёл парит над облаками человеческой немощности»).

## Галерея
Изображение четырёх евангелистов — популярный сюжет в христианском искусстве.

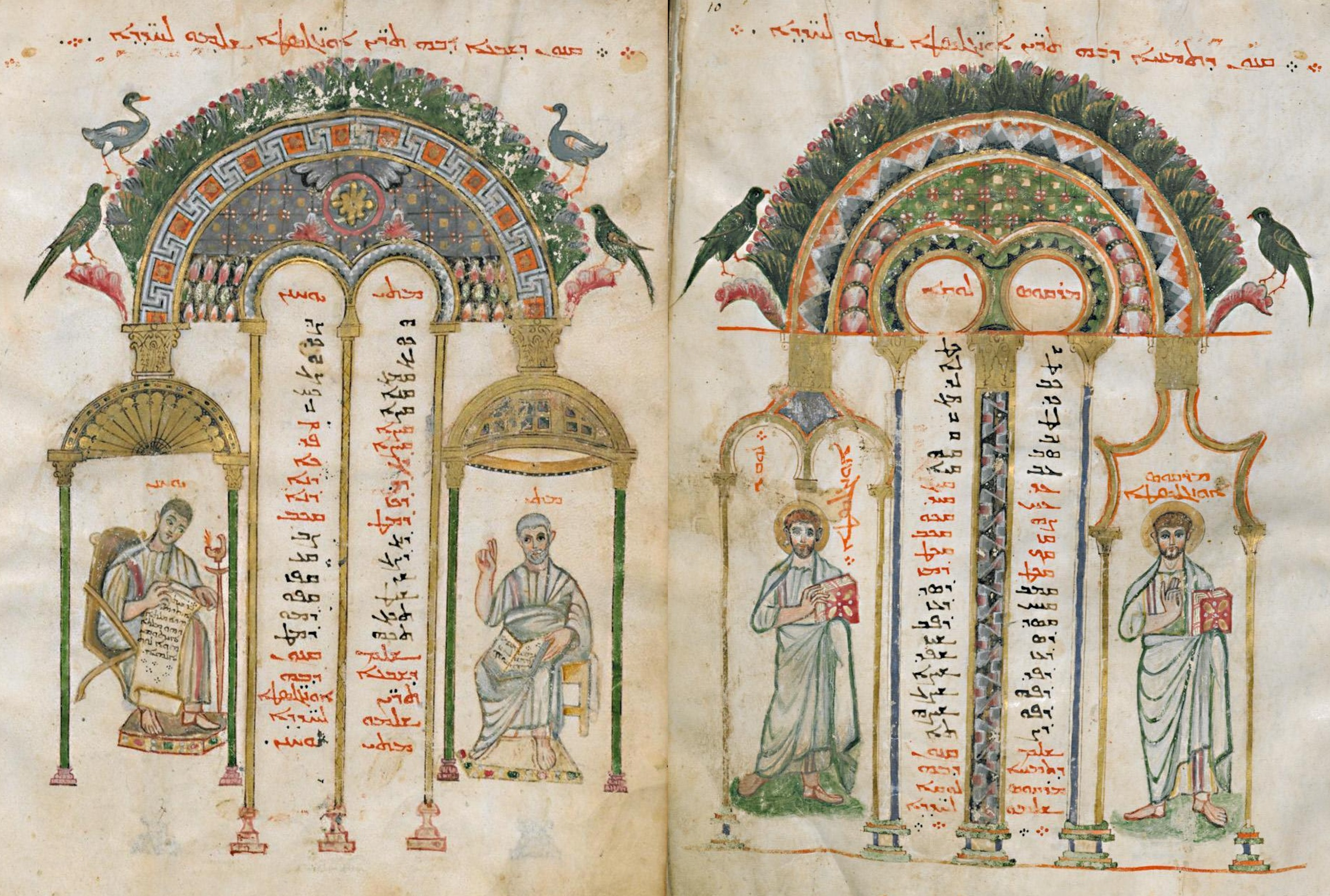
Евангелие Рабулы, 586
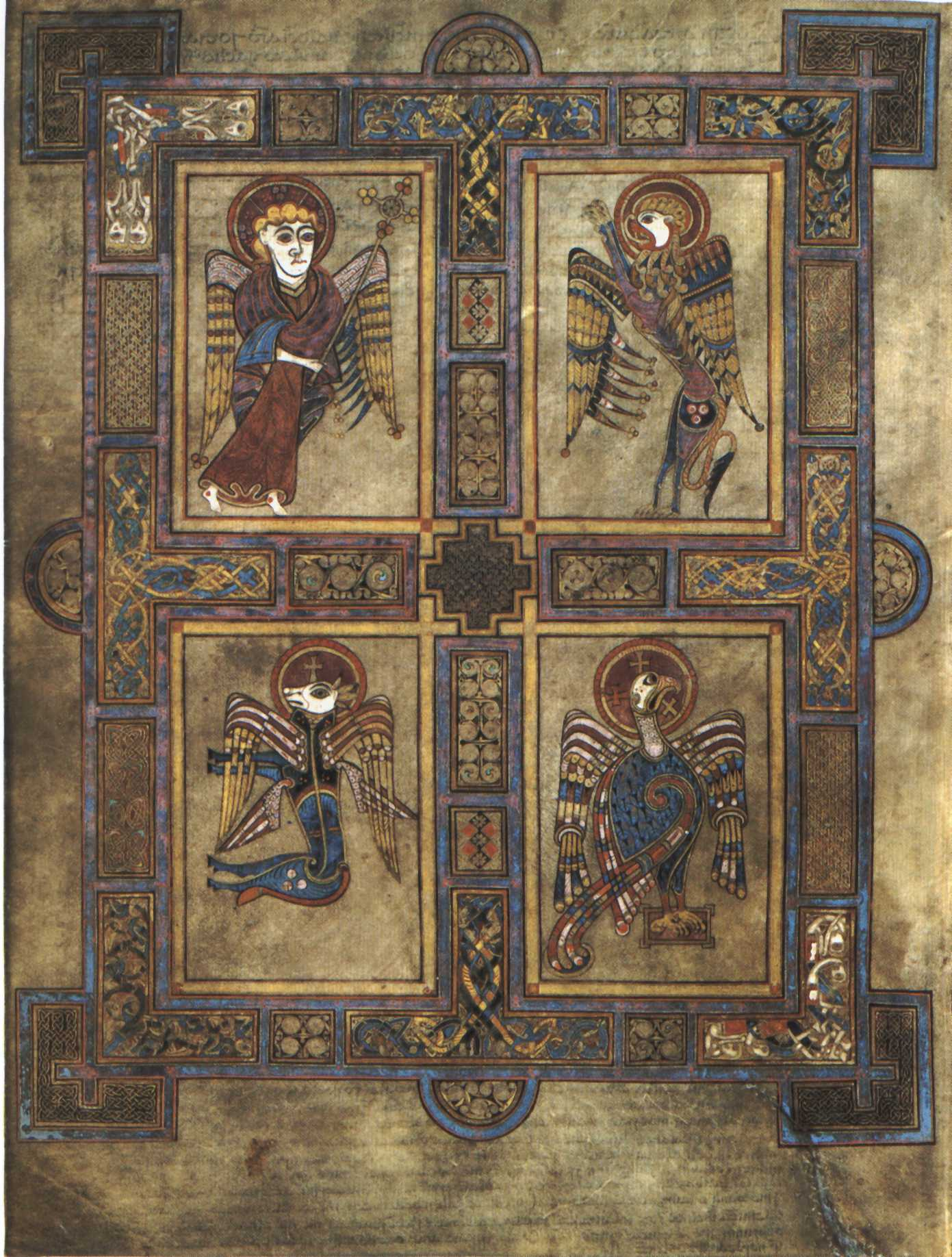
Келлская книга, ок. 800
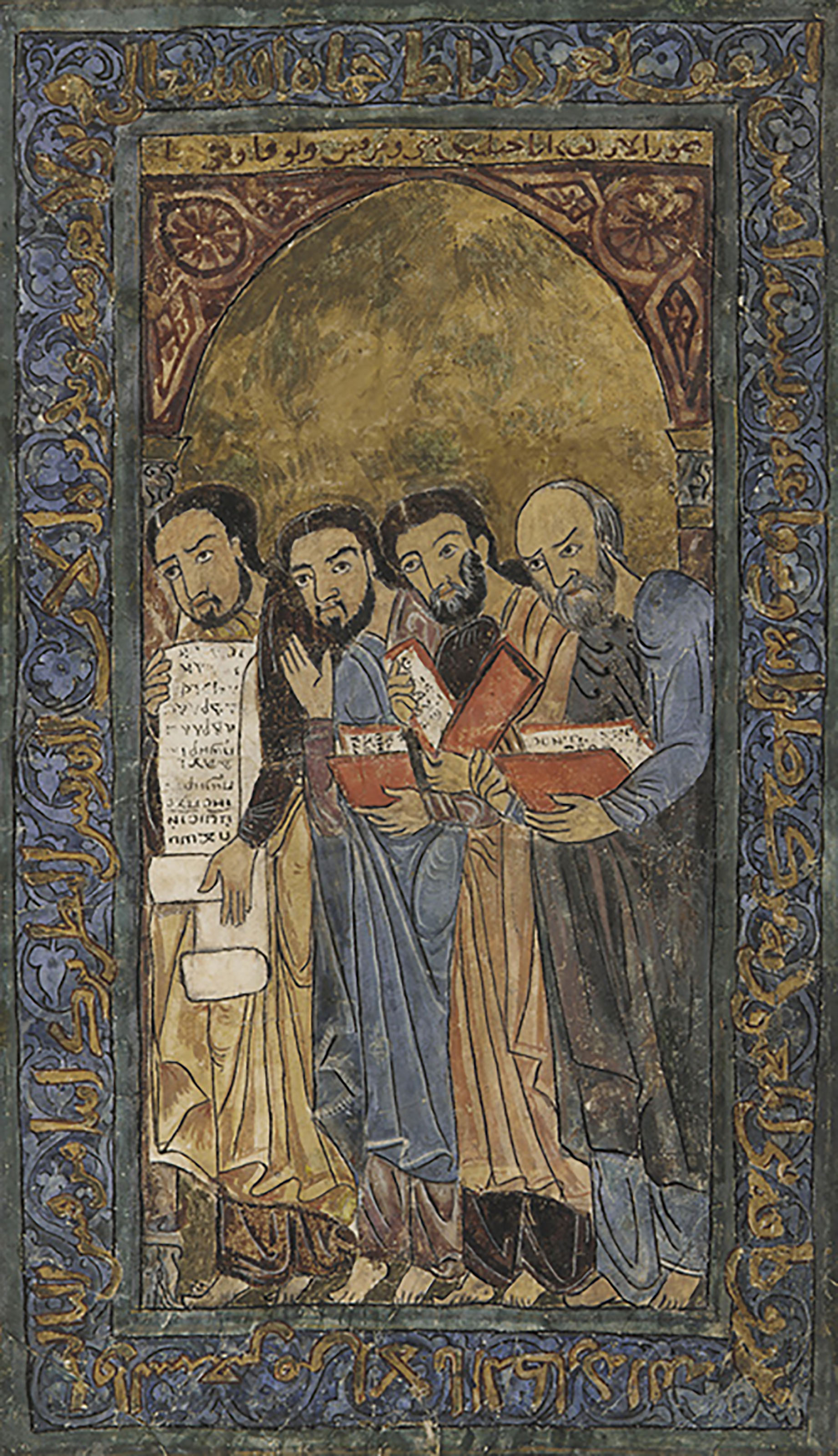
акварель на пергаменте, Египет, 1175—1200
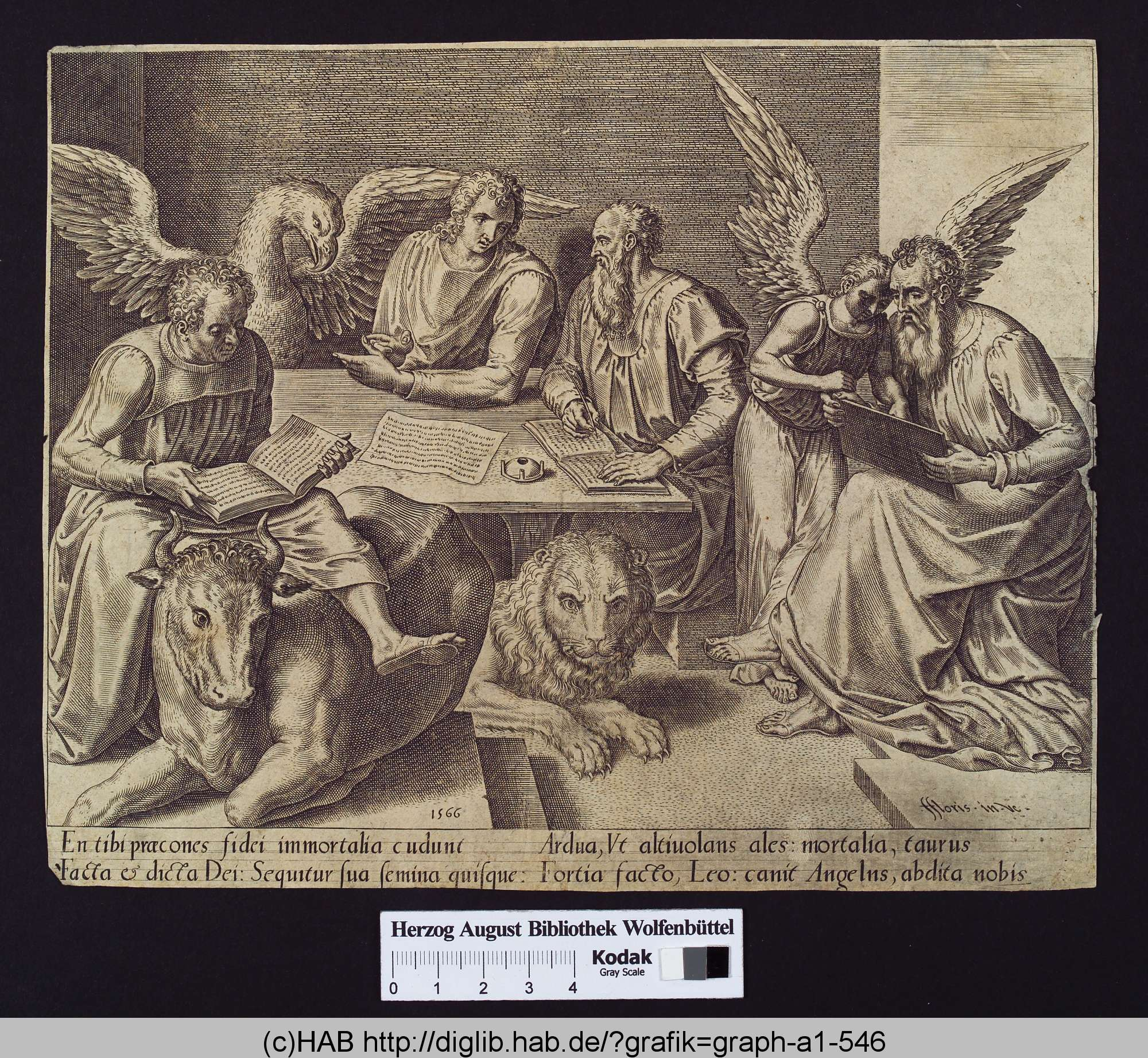
Франс Флорис, гравёр Корнелис Корт, 1566
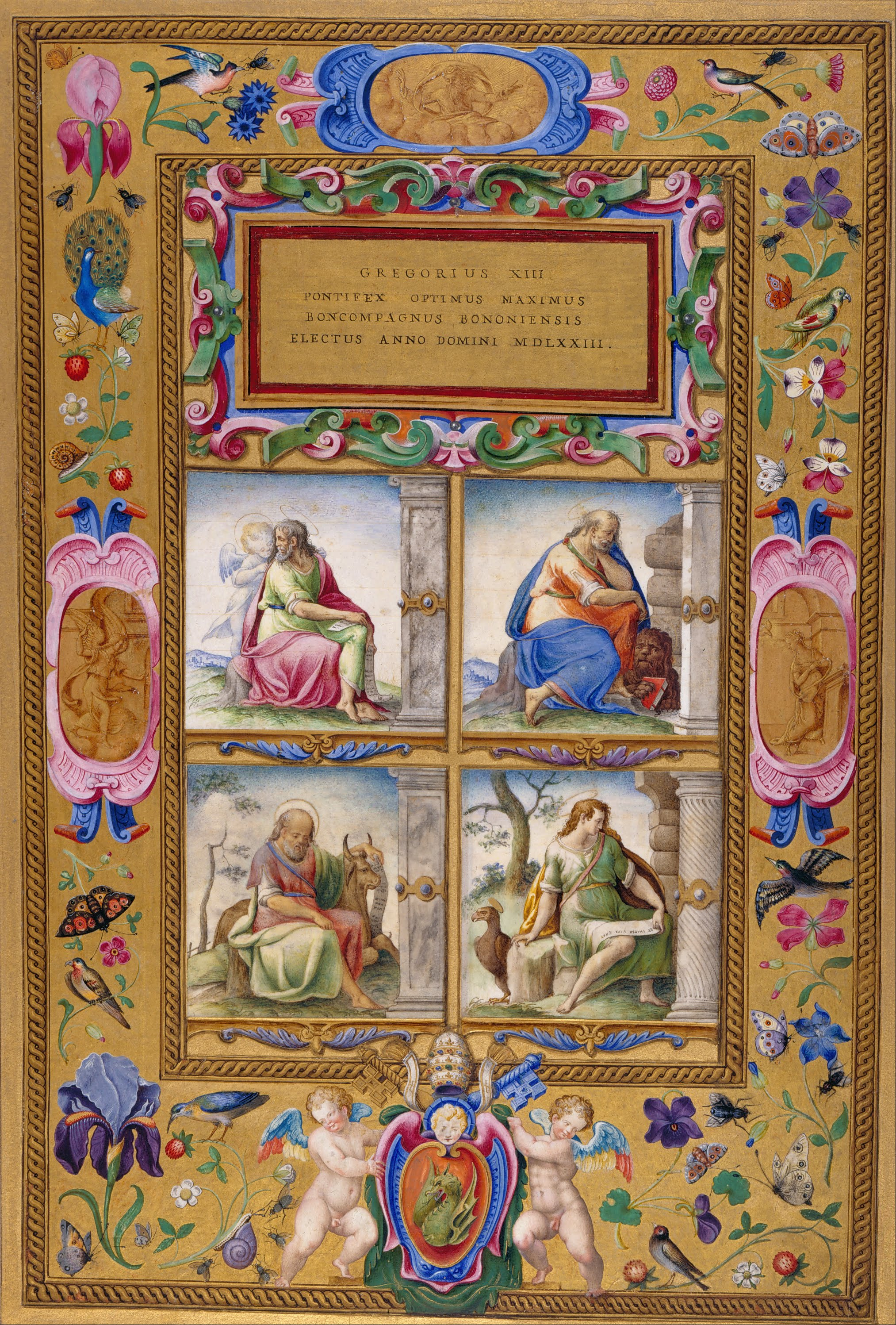
Джулио Кловио (или его ученики), 1572—1585
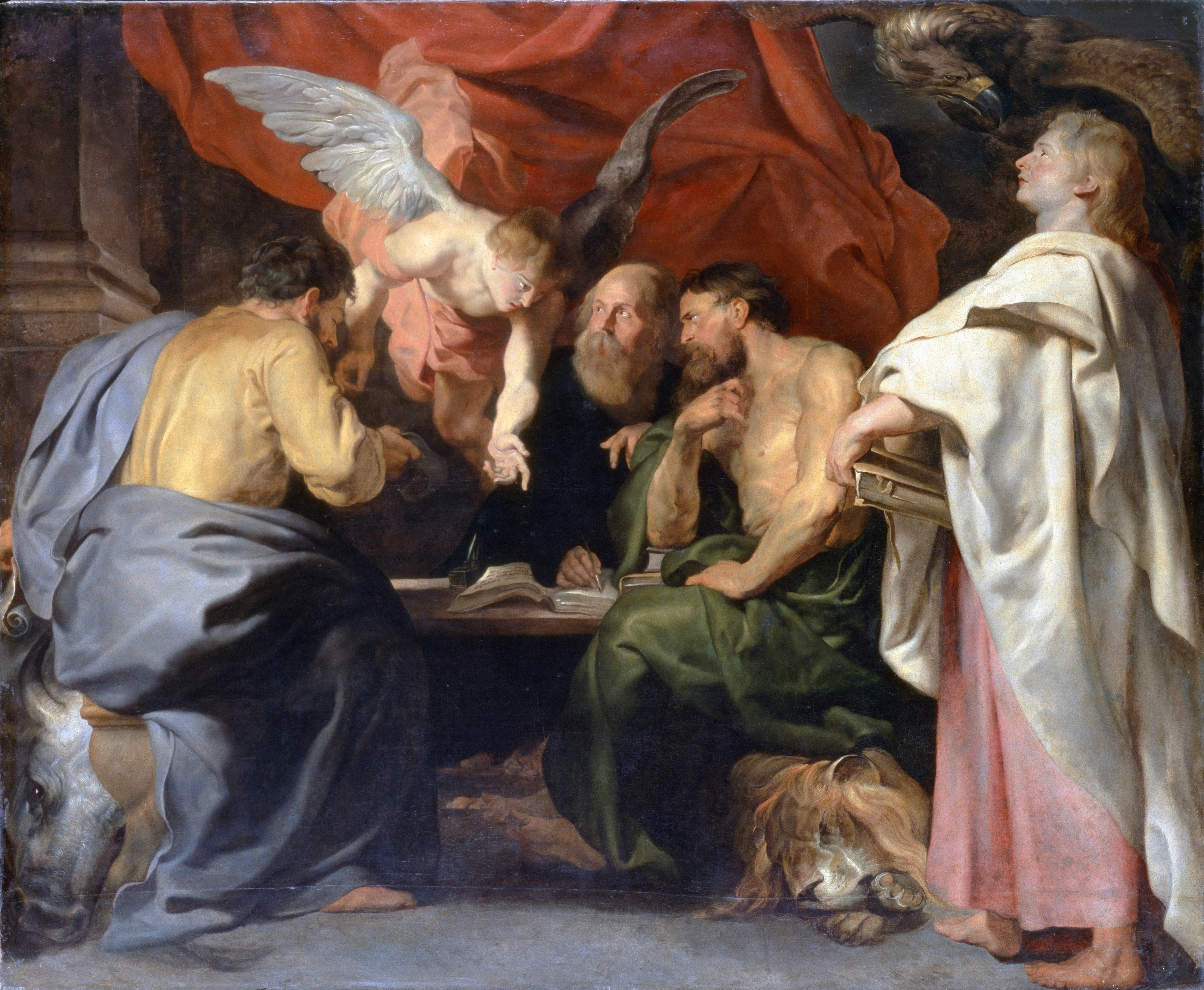
Питер Пауль Рубенс, 1614
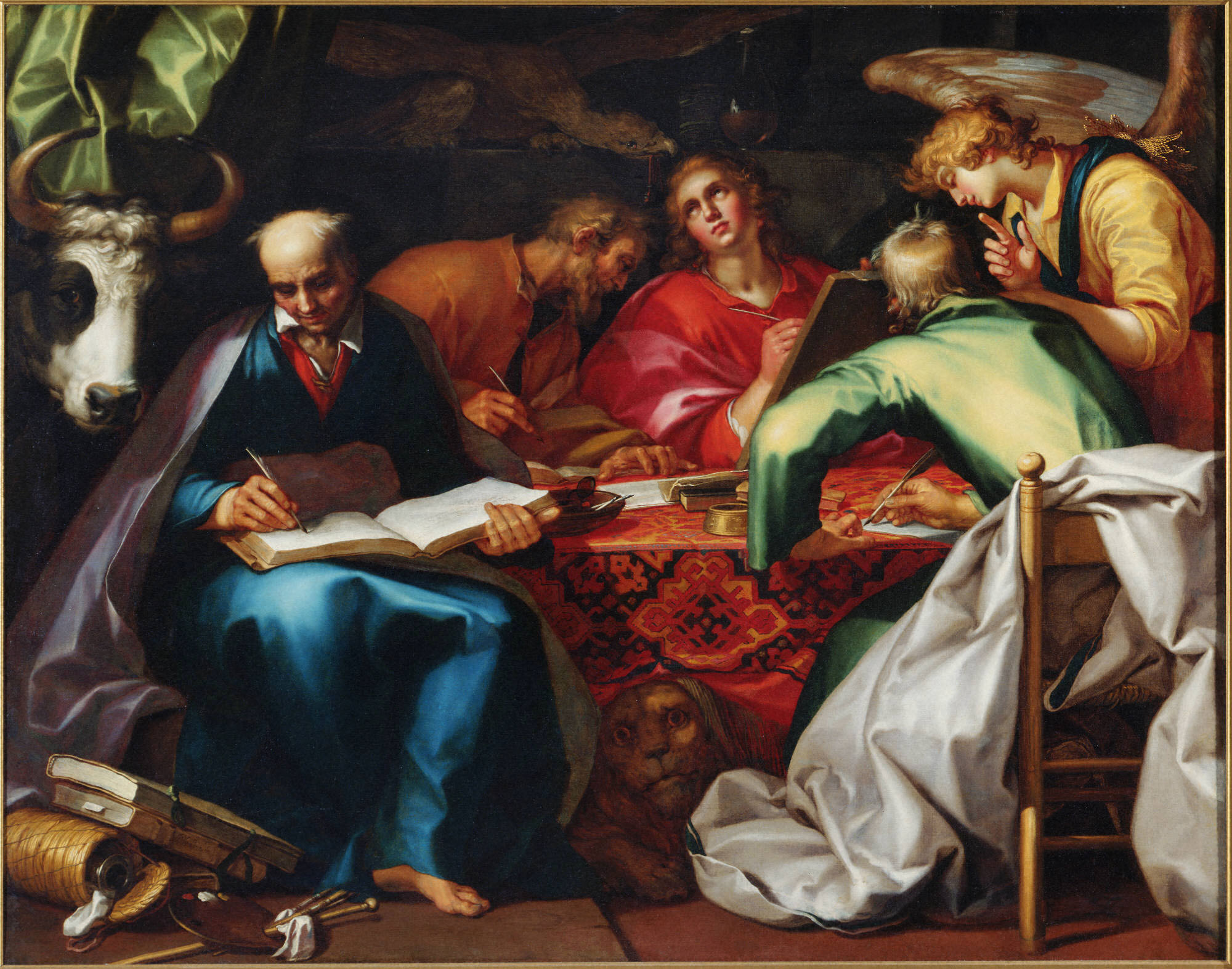
Абрахам Блумарт, 1612—1615
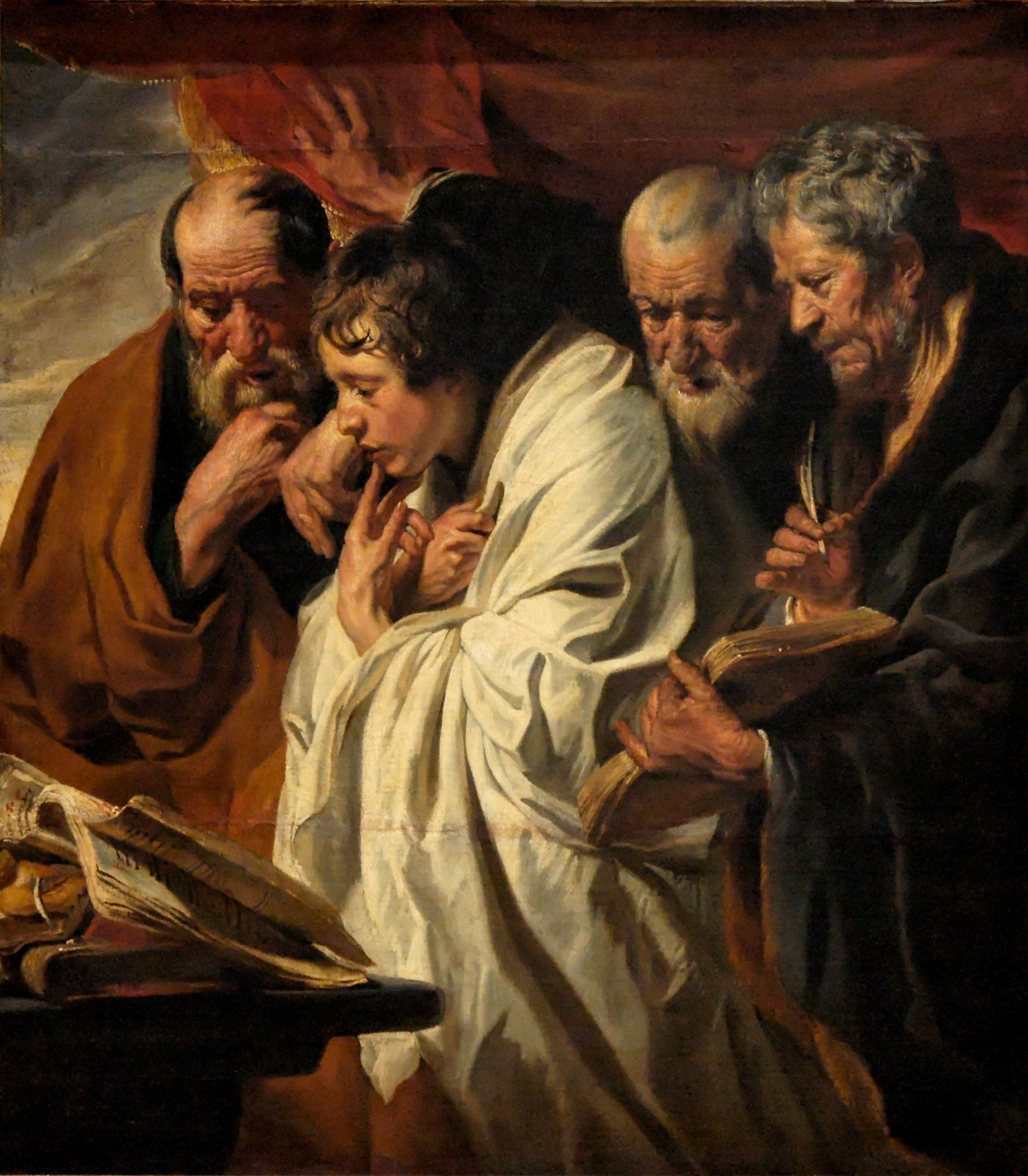
Якоб Йорданс, 1625—1630
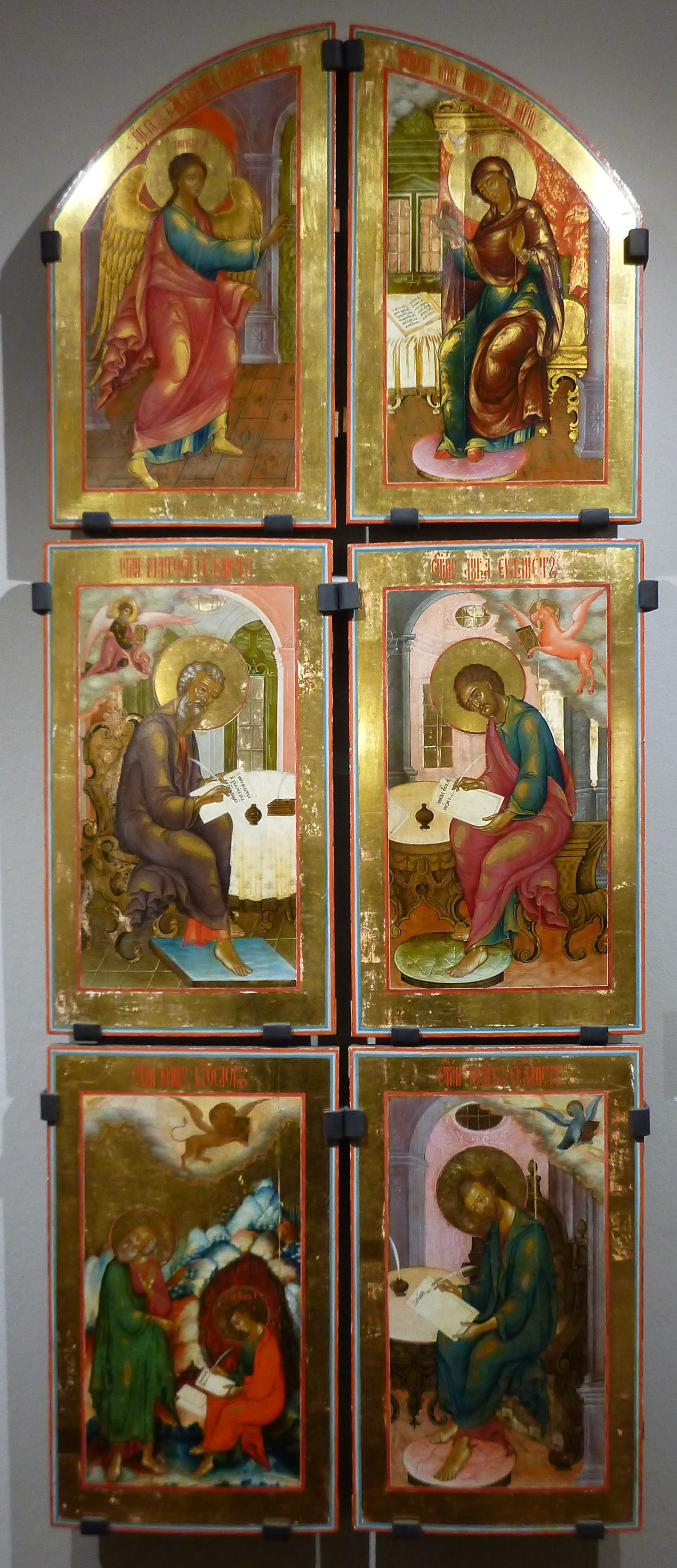
Царские врата, Невьянск, 1814—1822